# 劉東寧
劉東寧，直隸顺天府大興縣人，清朝政治人物、同进士出身。
雍正五年（1727年）丁未科进士，改庶吉士，授翰林院檢討。